# Backita
La backita és un mineral de la classe dels sulfats. Rep el nom en honor de Malcolm E. Back (1951-), tècnic de raigs X al Museu Reial d'Ontario de Toronto, Canadà, i autor de l'edició de 2015 del "Glossari d'espècies minerals de Fleischer".

## Característiques
La backita és un sulfat de fórmula química Pb₂AlTeO₆Cl. Va ser aprovada com a espècie vàlida per l'Associació Mineralògica Internacional l'any 2013, i la primera publicació data del 2014. Cristal·litza en el sistema trigonal. La seva duresa a l'escala de Mohs es troba entre 2 i 3.

## Formació i jaciments
Va ser descoberta a la mina Grand Central, que es troba al districte de Tombstone, dins el comtat de Cochise, a Arizona, Estats Units, on sol trobar-se associada a altres minerals com la schieffelinita, la rodalquilarita, el quars i l'oboyerita. Aquesta mina, la localitat tipus, és l'únic indret de tot el planeta on ha estat descrita aquesta espècie mineral.